# 강감찬
강감찬(姜邯贊 또는 姜邯瓚, 948년 음력 11월 19일~1031년 음력 8월 20일)은 고려의 문관이다. 본관은 금주(衿州)이다.
983년(성종 3) 과거에 장원급제하여 예부시랑(禮部侍郞), 한림학사를 거쳐 평장사가 되었다. 요나라의 3차 침입을 격퇴하였고, 1019년(현종 10년)에 검교태위 문하시랑 동내사 문하평장사 천수현 개국남 식읍삼백호(檢校太尉門下侍郞同內史門下平章事天水縣開國男食邑三百戶)에 봉해졌다. 1020년(현종 11년)에  특진 검교태부 천수현개국자 식읍오백호(特進檢校太傅天水縣開國子食邑五)가 되었고 1030년(현종 21년)에 문하시중이 되고 1031년(현종 22년)에 특진 검교태사 시중 천수군개국후(特進檢校太師侍中天水郡開國侯에 이르렀다. 시호는 인헌(仁憲)이다. 현종의 묘정(廟廷)에 배향되고 문종(文宗) 때 수태사(守太師) 겸 중서령(中書令)에 추증되었다.

## 생애

### 어린 시절
948년 12월 22일(음력 11월 19일)에 삼한벽상공신(三韓壁上功臣) 강궁진의 아들로 금주(지금의 서울특별시 관악구 낙성대 근처)에서 태어났다. 5대조인 강여청(姜餘淸)이 시흥군(始興郡)으로 이주하여 금주(衿州)의 호족이 되었다. 어릴적 이름은 은천(殷川)이었다.

### 장원 급제
983년(성종 3년) 과거에 장원으로 급제하여 예부시랑(禮部侍郞)이 되었다.

### 거란의 2차 습격
1010년(현종 1년) 요나라 성종이 강조의 정변을 표면상의 구실로 내세워 40만 군으로 서경(西京)을 침공하였다. 현종은 강조를 행영도통사(行營都統使)로 삼아 30만 군을 거느리고 통주(通州)에 나가 막게 했으나 크게 패배했다. 강감찬은 요나라에 항복하자는 다른 중신들에 반대하며 전략상 일시 후퇴할 것을 주장하여 나주로 피난하여 사직을 보호하였다. 하공진(河拱辰)이 적을 설득하자 요나라군은 고려에서 물러갔다. 요나라 군이 돌아가던 중 양규(楊規)가 고려에서 물러가는 요군을 뒤에서 쳐 고려는 큰 승리를 거두고 요는 많은 피해를 입고 물러갔다.
1011년 국자제주(國子祭酒)가 되고, 한림학사·승지·좌산기상시(左散騎常侍)·중추원사(中樞院使)·이부상서 등을 역임했다.

### 거란의 3차 습격
1018년(현종 9) 요나라는 고려 현종이 친히 입조하지 않은 것과 강동 6주를 돌려주지 않은 것을 구실로 삼아 소배압(蕭排押)이 이끄는 10만 대군으로 고려를 침략했다.
이때 서경유수 내사시랑 평장사로 있던 강감찬은 상원수가 되어 원수 강민첨(姜民瞻) 등과 함께 20만 8천 명을 이끌고 나가 곳곳에서 요나라군을 격파했다. 흥화진(興化鎭) 전투에서는 1만 2천여 명의 기병을 산골짜기에 매복시키고, 굵은 밧줄로 쇠가죽을 꿰어 성 동쪽의 냇물을 막았다가 적병이 이르자 막았던 물을 일시에 내려보내는 전술로 혼란에 빠진 요나라군을 크게 무찔렀다.
이어 자주(慈州)와 신은현(新恩縣)에서 고려군의 협공으로 패퇴하는 요나라군을 추격하여 귀주(龜州)에서 적을 섬멸했는데, 이 전투를 귀주대첩이라 한다. 요나라군 10만 명 중에서 생존자는 겨우 수천에 불과하였다. 강감찬이 승리를 거두고 수많은 포로와 전리품을 거두어 돌아오자 현종은 직접 영파역(迎波驛)까지 마중을 나와 금화팔지(金花八枝: 금으로 만든 꽃 여덟 송이)를 머리에 꽂아 주고 오색비단으로 천막을 쳐서 전승을 축하하는 연회를 벌였다.
귀주대첩의 승리로 요나라는 침략 야욕을 포기하게 되었고, 고려와 요나라 사이의 평화적 국교가 성립되었다. 고려는 송나라와 정식 외교 관계는 단절하였지만, 무역 및 문화 교류는 계속 이루어졌고, 요나라도 송으로부터 조공을 받는 수준에서 송과도 긴장된 평화 관계를 유지하게 되었다.

### 전쟁 이후
전란이 수습된 뒤 1019년에 검교태위 문하시랑 동내사문하평장사 천수현개국남(檢校太尉 門下侍郎 同內史門下平章事 天水縣開國男)에 봉해지고 식읍 3백 호를 받았으며, 추충협모안국공신(推忠協謀安國功臣)의 호를 받았다.
1020년에는 특진검교태부 천수현개국남(特進檢校太傅 天水縣開國子)에 식읍 3백호가 되었다. 1030년에 문하시중에 올랐고 1031년(현종 22년)에 특진 검교태사 시중 천수군개국후(特進檢校太師侍中天水郡開國侯에 이르렀다.
1031년에 향년 84세의 나이로 졸하였다.

## 사후
사후 현종의 묘정(廟庭)에 배향되었다. 시호는 인헌(仁憲)이다.이성계 때 수태사 겸 중서령(守太師兼中書令)에 추증되었다.
충청북도 청주시 옥산면 국사리에서 묘지석을 발굴해 1968년 충현사가 건립되었다.

## 가족 관계
- 아버지 : 강궁진(姜弓珍)
- 어머니 : 김해 허씨(金海許氏), 허경민(許敬敏)의 딸
  - 처 : 함양 오씨(咸陽 吳氏), 오숙(吳淑)의 딸
    - 아들 : 강행경(姜行經)
      - 손자 : 강원광(姜元廣)

## 저서
저서로 〈낙도교거집 樂道郊居集〉과 〈구선집 求善集〉이 있으나 전하지 않는다.

## 설화
고려사에 다음과 같은 설화가 전한다.

## 평가
재상으로 있을 때 송나라에서 온 사신이 강감찬을 보고 저도 모르게 절을 올리며 "문곡성(文曲星)이 오랫동안 보이지 않더니 바로 여기에 있었구려!"라고 말했다.
고려사에 따르면 강감찬은 성품이 청렴하고 검약하여 집안 살림을 돌보지 않았다. 체구가 작고 외모가 못생겼으며 의복은 더럽고 해어져서 보통 사람과 다를 바가 없었다. 그러나 엄숙한 얼굴로 조정에 서서 국가대사가 생길 때마다 정책을 결정지으며 나라의 우뚝한 기둥이자 초석 역할을 하였다. 당시 풍년이 들고 백성이 편안하며 나라 안팎이 무사하자, 사람들은 그 모두가 강감찬의 공이라고 생각했다고 한다.

## 관련 문화재
- 강감찬생가터 - 서울특별시 시도기념물 제3호.
- 낙성대 삼층석탑 - 서울특별시 시도유형문화재 제4호.
- 정동심곡바다부채길 투구바위 - 강감찬 장군과 관련된 설화가 있다. 해당 문서 참조.

## 기념
- 대한민국 해군 소속의 충무공이순신급 구축함의 제5번함은 강감찬함(DDH-979 강감찬)이다.

## 대중 문화
영상 매체에서 강감찬을 연기한 배우는 다음과 같다.
- 주현: 《강감찬》(KBS, 1973년~1974년)
- 이덕화: 《천추태후》(KBS, 2009년~2009년)
- 최수종: 《고려 거란 전쟁》(KBS, 2023년~2024년)